# Коменешть (Галац)
Коменешть, Коменешті (рум. Comănești) — село у повіті Галац в Румунії. Входить до складу комуни Кавадінешть.
Село розташоване на відстані 235 км на північний схід від Бухареста, 75 км на північ від Галаца, 121 км на південь від Ясс.

## Населення
За даними перепису населення 2002 року у селі проживали 284 особи, усі — румуни. Усі жителі села рідною мовою назвали румунську.